# BEST〜BOUNCE & LOVERS〜
『BEST〜BOUNCE & LOVERS〜』（ベスト バウンス アンド ラヴァーズ）は、2007年3月14日に発売された日本の歌手・倖田來未初の企画ベストアルバム。発売元は、rhythm zone。

## 解説
- ベストアルバムとしては、2006年3月8日発売の『BEST〜second session〜』以来約1年ぶりのリリース。35枚目のシングル『BUT／愛証』と同日発売された。
- 「CD＋DVD」のみで、『期間限定生産』での発売（「CDのみ」、及び『通常盤』の発売はなし）。ファン参加型企画アルバムである。
- CDの収録内容はバラードベストとなっており、収録曲は事前にファンクラブでの投票で決定され、2000年から2005年までに発表されたシングル・アルバム楽曲の中からリクエスト投票を基に選曲。また今作で初収録のカップリング曲と未音源楽曲が収録された。
- 9年後の2016年にも同じコンセプトでリリースされた『WINTER of LOVE』も存在しているが、バラードシングル集となっている。
- DVDの収録内容はダンスベストになっており、バラードベスト同様、2000年から2005年に発表されたシングル、アルバムの中から選ばれたダンスナンバーのミュージック・ビデオを、本作のためにダンスシーンを中心に再編集して収録される。さらに5枚目のアルバム『Black Cherry』からは「Get Up & Move!!」の撮り下ろしミュージックビデオ、ダンスレッスンなど特典映像も収録している。
- 当初は35万枚の『枚数限定生産』での発売予定であったが[1][2]、発売直前になってエイベックスより、予約殺到のため「期間限定生産」に仕様を変更する[3]と発表された。

## 収録内容

### CD「BALLAD BEST」
1. 明日へ･･･ [4:52]
作詞：Kumi Koda
作曲：Hideaki Tokunaga
編曲：Akihisa Matsuura
新曲。
彼女によると、ずいぶん前から提供されていた楽曲であるが、冬から春に移り変わるこの時期に歌いたいと考えていたとのこと。
2. 大切な君へ [4:30]
作詞：Kumi Koda
作曲：Daisuke Miyachi
編曲：Yuichi Ono、Daisuke Miyachi
16thシングルのカップリング曲
アルバム初収録。
3. 1000の言葉 〜Alternate Orchestra Version〜 [6:25]
作詞：Kazushige Nojima
作曲：Takahiro Eguchi、Noriko Matsueda
編曲：Takahiro Eguchi
7thシングル表題2曲目のオーケストラ・バージョン
2ndアルバム『grow into one』初回盤のみに収録されていたボーナストラック。
本作のみ、CDのみでの収録となる。
4. Your Song [5:18]
作詞：Kumi Koda
作曲：KAIDO
編曲：h-wonder
1stシングルのカップリング曲
5. Pearl Moon [5:14]
作詞：Ken Matsuhara
作曲：LISA
編曲：Ken Matsuhara
2ndアルバム『grow into one』収録曲
6. Rain [5:06]
作詞：Kumi Koda
作曲：miwa furuse
編曲：Miki Watanabe
3rdアルバム『feel my mind』収録曲
7. 華 [5:01]
作詞：Kumi Koda & TOOKO
作曲：KAIDA
編曲：Reo Nishikawa
3rdアルバム『feel my mind』収録曲
8. hands [4:24]
作詞：Kumi Koda
作曲：Katsumi Onishi
編曲：h-wonder
14thシングル表題曲
9. 最後の雨 〜Time Heals Version〜 [4:46]
作詞：Jyun Natsume
作曲：Takashimi Tsushimi
編曲：AKIRA
9thシングルのカップリング曲
アルバム初収録。
本作はシングル収録の音源ではなく、このアルバムの為にリアレンジされたバージョン。
中西保志のカバー。
10. Promise [4:46]
作詞：Kumi Koda
作曲・編曲：Daisuke"D.I"Imai
18thシングル表題1曲目
11. you 〜Piano Version〜 [4:45]
作詞：Kumi Koda、Toko Kuzuya
作曲：Toko Kuzuya
編曲：Toru Watanabe
19thシングルのリアレンジ
本作に収録されているのは12週連続シングルリリースの購入者特典サイトにて限定配信されていたもの。
今作で初CD・パッケージ化。
12. come back [5:35]
作詞：Kumi Koda
作曲：Miki Watanabe
編曲：h-wonder
1stアルバム『affection』収録曲
13. 奇跡 [4:58]
作詞：Kumi Koda、Kousuke Morimoto
作曲：Kousuke Morimoto
編曲：Reo Nishikawa
13thシングル表題曲
14. walk [5:07]
作詞：Kumi Koda
作曲：Kazuhito Kikuchi
編曲：Masaya Kikuchi
1stアルバム『affection』収録曲

### DVD「DANCE BEST」
1. Get Up & Move!!
2. Crazy 4 U
3. JUICY
4. So Into You 〜Short Version〜
5. Selfish
6. Candy feat.Mr. Blistah
7. Hot Stuff feat. KM-MARKIT
8. LIVE DVD TRAILER
from LIVE DVD「KODA KUMI LIVE TOUR 2006-2007〜second session〜」
  - ボーナス映像
  - 同年3月28日リリースのライブ映像の予告編。
9. 『Love goes like･･･』LIVE VERSION
from LIVE DVD「KODA KUMI LIVE TOUR 2006-2007〜second session〜」
  - ボーナス映像
  - 上述発売のライブ映像より歌唱シーンを収録。
10. HOW TO DANCE VIDEO〜Get Up & Move!!〜
  - ボーナス映像

［1st BLOCK］Get image!!
［2nd BLOCK］Practice move!! (Multi angle)
［3rd BLOCK］Last confirmation!! (Multi angle)